# Centrostigma occultans
Centrostigma occultans är en orkidéart som först beskrevs av Friedrich Welwitsch och Heinrich Gustav Reichenbach, och fick sitt nu gällande namn av Rudolf Schlechter. Centrostigma occultans ingår i släktet Centrostigma och familjen orkidéer. Inga underarter finns listade i Catalogue of Life.